# Beltrán Gambier

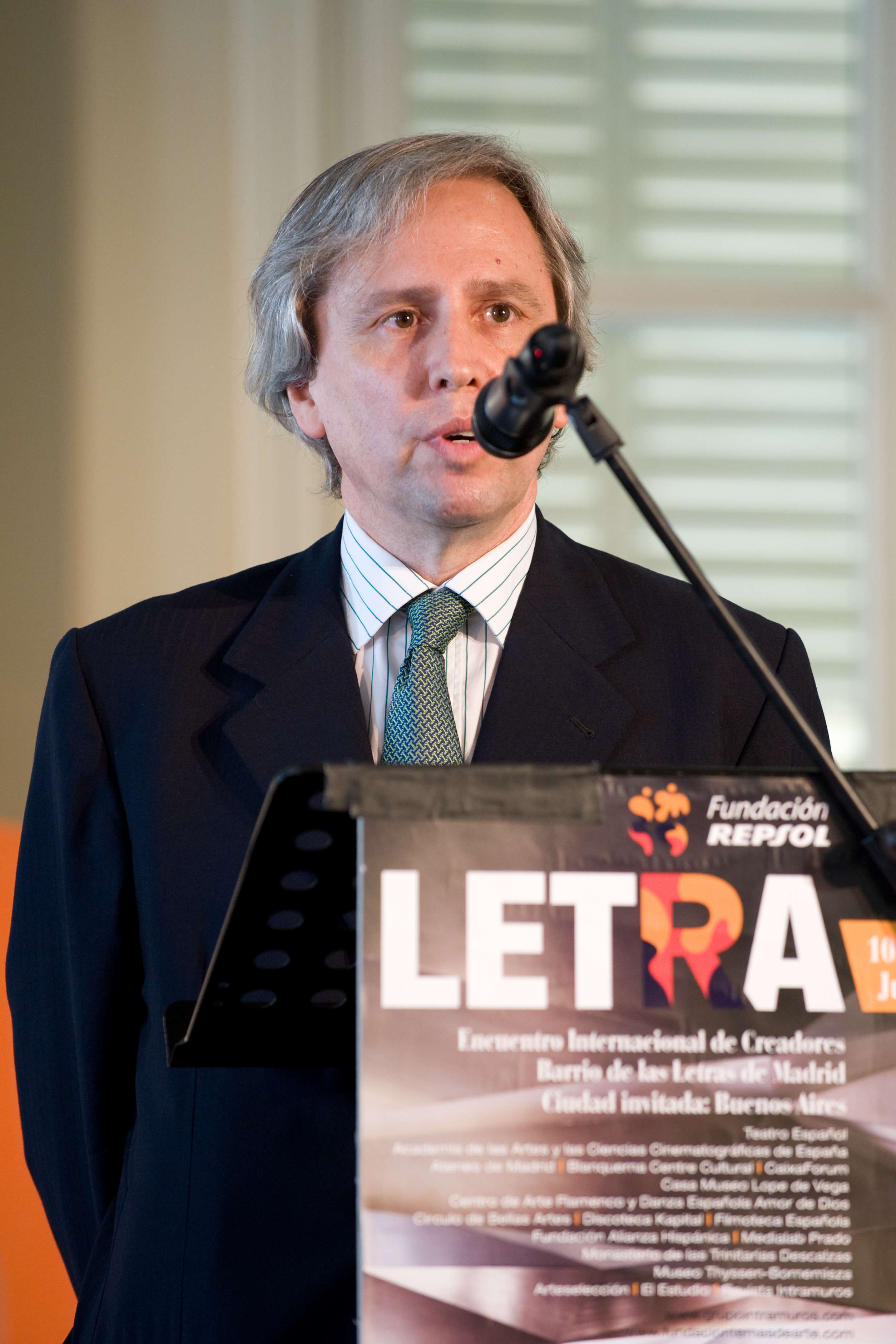
Beltrán Gambier haciendo uso de la palabra en el acto de inauguración de Letra 2009 en el Teatro Español.

Beltrán Gambier (La Plata, Argentina, 1956) es un jurista, activista cívico y promotor cultural.

## Biografía
Estudió Derecho en la Universidad Nacional de La Plata, donde obtuvo su título de Abogado en 1981. Posteriormente, realizó estudios de posgrado en la Universidad Complutense de Madrid, España. En sus primeros años de vida profesional fue abogado de la Procuración del Tesoro de la Nación. En 1984 se incorporó al despacho “Cassagne & Asociados” especializándose en Derecho Administrativo, disciplina que cultiva desde entonces, ahora de manera independiente, en el plano profesional, académico y científico.
En la década del 90 participa activamente, como abogado, en el proceso de privatizaciones, mientras que desarrolla en paralelo una actividad institucional en la Asociación Argentina de Derecho Administrativo y en el Colegio de Abogados de la Ciudad de Buenos Aires. Comienza a colaborar con el diario La Nación de Buenos Aires y por sus primeras columnas de opinión recibe, en 1998, el Premio Abogacía Argentina, otorgado por la Federación Argentina de Colegios de Abogados y la Asociación de Entidades Periodísticas Argentinas.
En el plano de la abogacía internacional se ha desempeñado como Presidente del Comité de Derecho Administrativo de la Federación Interamericana de Abogados (1989-2011). Por su labor en esa organización, el 26 de junio de 2004, recibió en Madrid el Diploma de Honor de la Federación Interamericana de Abogados otorgado durante la XL Conferencia, en reconocimiento a su esfuerzo para el logro de los objetivos de esa Federación y por su prestigio profesional en América.
Ejerce la abogacía matriculado en el Ilustre Colegio de Abogados de Madrid.

## Actividad cívica
Ha apoyado a personas que luchan o lucharon contra la impunidad. Entre ellas, a Ana Elba Gritti, querellante en la causa por la escandalosa voladura intencional de la fábrica militar de explosivos de Río Tercero, a quien nunca conoció personalmente.
A finales de la década de los noventa promueve en Argentina tres juicios contra el Estado Nacional argentino en el ejercido de sus derechos de ciudadano que recibieron comentario doctrinario por el carácter novedoso de la legitimación que invocó y por el objeto de sus planteos. El primero de ellos tenía por finalidad hacer cumplir una ley vinculada con la preservación de los espacios teatrales. El segundo tuvo por objeto paralizar una publicidad televisiva del presidente de la Nación por considerar que la misma era contraria a derecho en cuanto a su financiación. Este precedente que fue analizado en un reporte de la fundación Open Society titulado: "Buying the News: A Report on Financial and Indirect Censorship in Argentina" 2005). El tercero estaba vinculado con la vigencia del principio de separación de poderes.
En 2002 participa en Madrid en la fundación del Capítulo español de la organización internacional Transparency International junto a Antonio Garrigues Walker, Rafael Calvo González, Carlos Rodríguez Alemany, Jesús Lizcano, Jesús Sánchez Lambas, Emilio Lamo de Espinosa, Manuel Villoria, Mariano Aguirre, Adela Cortina, José Rigoberto Reyes, Natalia Santa Teresa, entre otros. En la actualidad integra el consejo consultivo de la organización. La entidad creada es un asociación civil del derecho español que se denomina Transparencia Internacional España.
Después de la grave crisis argentina de 2001, trabajó en temas vinculados con la seguridad jurídica de las inversiones. Así, fue uno de los promotores junto a Carlos Malamud de un encuentro internacional organizado por el Real Instituto Elcano, celebrado en Madrid durante los días 11 y 12 de diciembre de 2003, en el que se trató el caso de Argentina. El encuentro contó con la participación de responsables políticos, empresarios y expertos juristas argentinos y españoles.
Es uno de los promotores en España de la abogacía pro bono de interés público y del ejercicio del derecho a la información sobre cuestiones de administración y gobierno. Así, el Consejo General de la Abogacía Española en su "VIII Congreso de la Abogacía Española", celebrado en Salamanca en el año 2003, acogió una ponencia suya que culminó en una recomendación a los colegios de abogados para que crearan registros de abogados que desearan trabajar desinteresadamente, es decir pro bono, en casas vinculadas con el interés público.
Es cofundador de la Plataforma de Ayuda al Teatro Albéniz que tiene por objeto lograr que ese teatro sea declarado Bien de Interés Cultural. En el marco de esta labor cívica promovió un recurso contencioso administrativo que tuvo sentencia favorable, y ya firme, del Tribunal Superior de Justicia de Madrid. En cumplimiento de la sentencia, la Comunidad de Madrid ha incoado el expediente para tramitar la declaración de Bien de Interés Cultural del teatro.
El Gobierno de la Ciudad Autónoma de Buenos Aires acogió, en el año 2000, una iniciativa suya para homenajear a los exiliados españoles que vivieron en Buenos Aires después de la guerra civil española a través de la colocación de placas conmemorativas en los edificios y casas en las que vivieron. Entre ellos: Angel Ossorio y Gallardo, Niceto Alcalá Zamora, Luis Seoane López, Miguel de Molina, Castelao, Margarita Xirgú, Gori Muñoz, Andrés de Irujo.
En 1995 participa como cofundador de la asociación Protectores y Amigos del Cabildo de Buenos Aires que tiene por finalidad prestar ayuda al Museo Histórico Nacional del Cabildo y de la Revolución de Mayo. Fue su primer presidente.

## Actividad cultural
En 1994 fundó la revista Intramuros dedicada a las biografías, autobiografías y memorias.
En 2008 dirigió la primera edición de Gutun Zuria, Festival de las Letras de Bilbao, organizado por AlhondigaBilbao que se dedicó al tema de la correspondencia. En 2009 dirigió la segunda edición de este festival celebrada en el Museo Guggenheim dedicada a la biografía y la autobiografía. Este encuentro contó con la participación de personalidades tales como: Eric Hobsbawm, Jorge Semprún, Ismael Kadaré, Cees Nooteboom, entre otros. En esa ocasión Beltrán Gambier entrevistó al periodista y escritor Arcadi Espada, con quien había trabajado años atrás en una investigación periodística sobre Josep Pla, cuyo resultado fue publicado en el diario El País el día del centenario de Pla, el 8 de marzo de 1998.
Desde 2009 es director artístico de “Letra. Encuentro Internacional de Creadores en el Barrio de las Letras de Madrid” organizado por la Fundación Temas de Arte que ya ha tenido cuatro ediciones, tres de ellas en Madrid (2009, 2010 y 2011) y una en Buenos Aires (2009).

## Obra jurídica
- HALPERIN, David Andrés – GAMBIER, Beltrán: La Notificación en el Procedimiento Administrativo, Ediciones Depalma, Buenos Aires, 1989.

- GAMBIER, Beltrán y ROSSI, Alejandro - Derecho Administrativo Penitenciario,

Abeledo-Perrot, Buenos Aires, 2000.
- CASSAGNE, Juan Carlos y GAMBIER, Beltrán, "Protección de un bien de interés cultural", La Ley, Buenos Aires, 27/10/2011, comentario al fallo del Tribunal Superior de Madrid, Sala Contencioso Administrativo, del 15 de junio de 2011, que hizo lugar a un recurso contencioso administrativo contra un acto administrativo que denegaba la incoación del expediente para declarar Bien de Interés Cultural al Teatro Albéniz.

- GAMBIER, Beltrán y PESCE, Clelia, “Acción pública, preservación del patrimonio cultural y medidas cautelares”, publicado en Ayuntamiento XXI, n.º 33, Madrid, 2009.

- GAMBIER, Beltrán, "El ruido, los derechos fundamentales y la cobertura legal suficiente en materia de legalidad sancionatoria. A propósito de una sentencia de la Sala Primera del Tribunal Constitucional de 23 de febrero de 2004, diario de Jurisprudencia de El Derecho (España) del 5 de mayo de 2004.

- GAMBIER, Beltrán “Derecho al silencio: el ruido en una reciente sentencia del Tribunal Europeo de Derechos Humanos”, revista El Derecho, Madrid, 2007.

- GAMBIER, Beltrán Y PESCE, Clelia, "La contaminación acústica generada por el tráfico aéreo de Barajas en un polémico fallo del Tribunal Supremo", revista El Derecho, el 3 de mayo de 2010.
- GAMBIER, Beltrán Y FABRÉ, María Carolina, “La Argentina y los inversores frente al CIADI”, revista La Ley (Argentina), 2006-E, pp. 1296-1305.
- GAMBIER, Beltrán, "La acción de amparo en defensa del principio de legalidad y del interés público: un replanteo en torno a la legitimación de los ciudadanos", trabajo publicado en la Revista Jurídica de la Federación Interamericana de Abogados, www.iaba.org, volumen 1, (2005).

- GAMBIER, Beltrán y ZUBIAUR, Carlos A. "La inteligencia como actividad del Estado", publicado en la Revista de la Administración Pública, n.º 131, 1993, Madrid.